# Caprimulgus europaeus
Caprimulgus europaeus là một loài chim trong họ Caprimulgidae.

## Hình ảnh

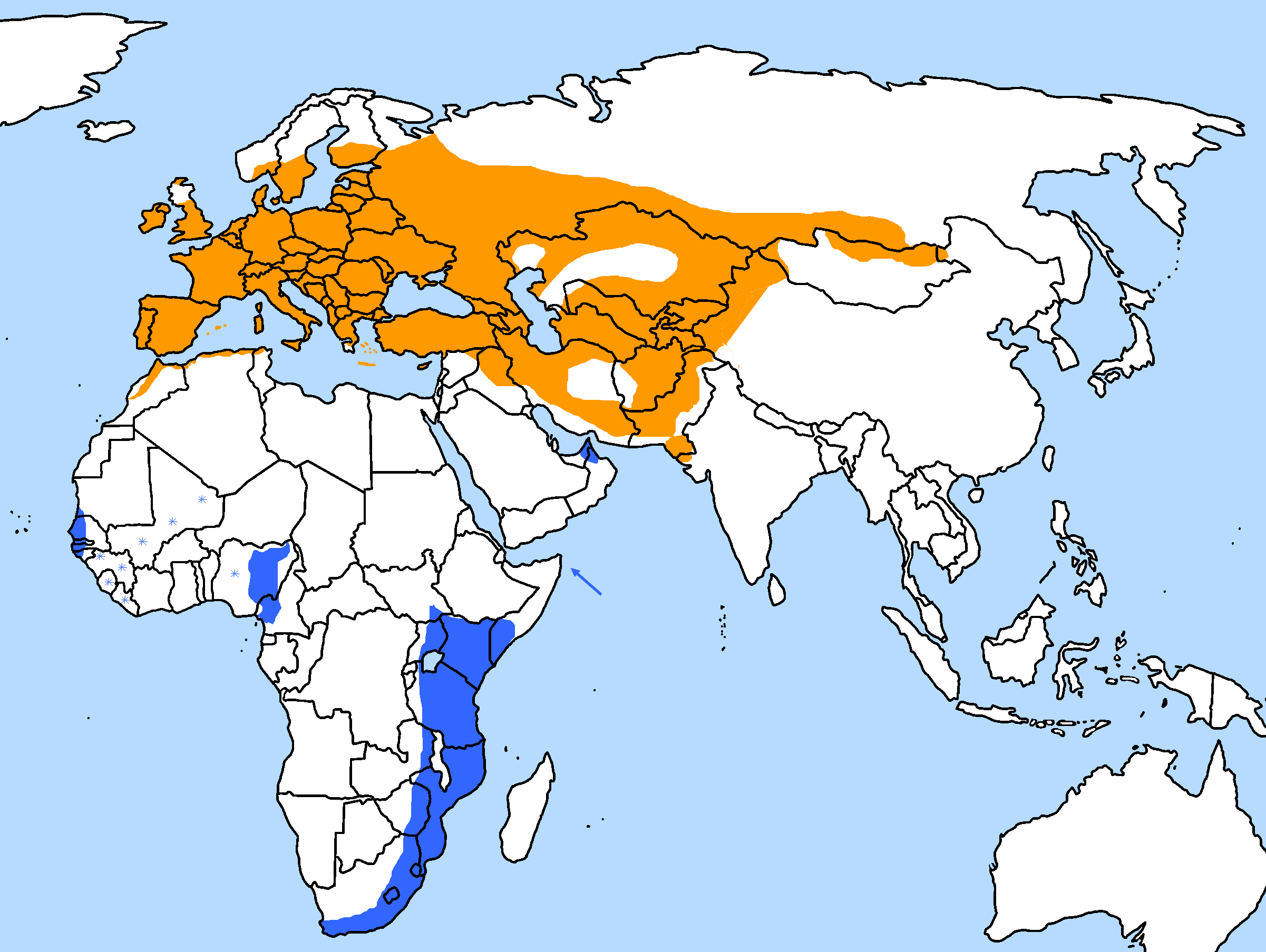
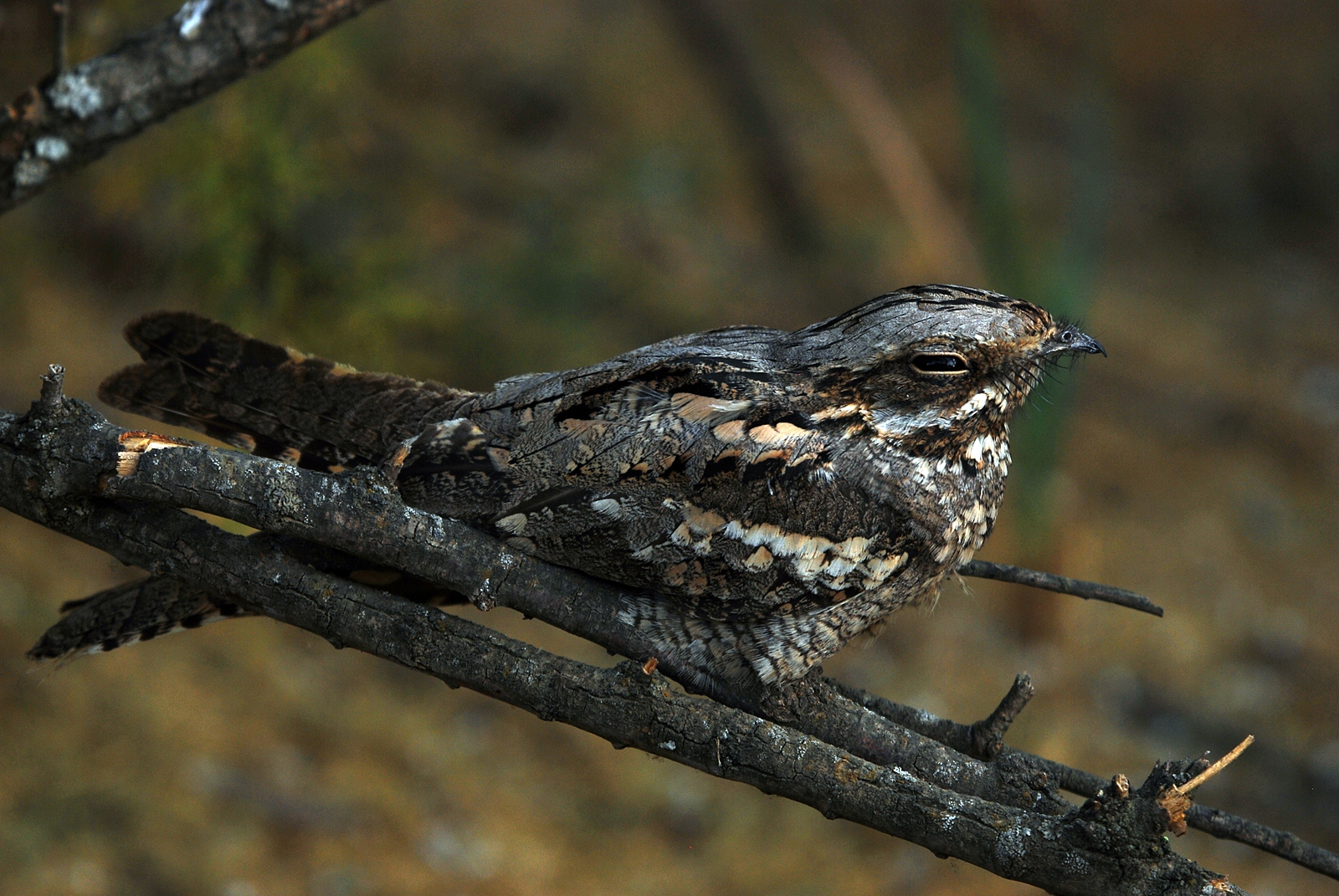
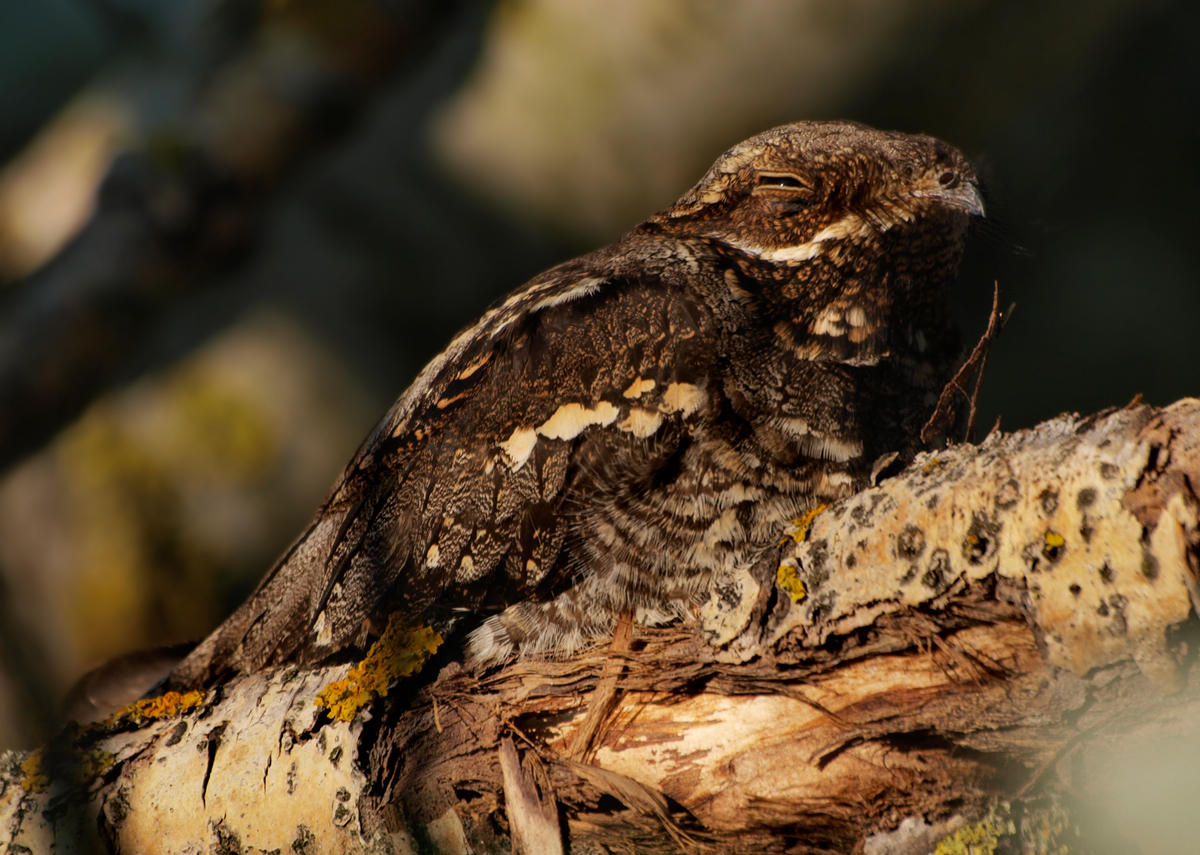
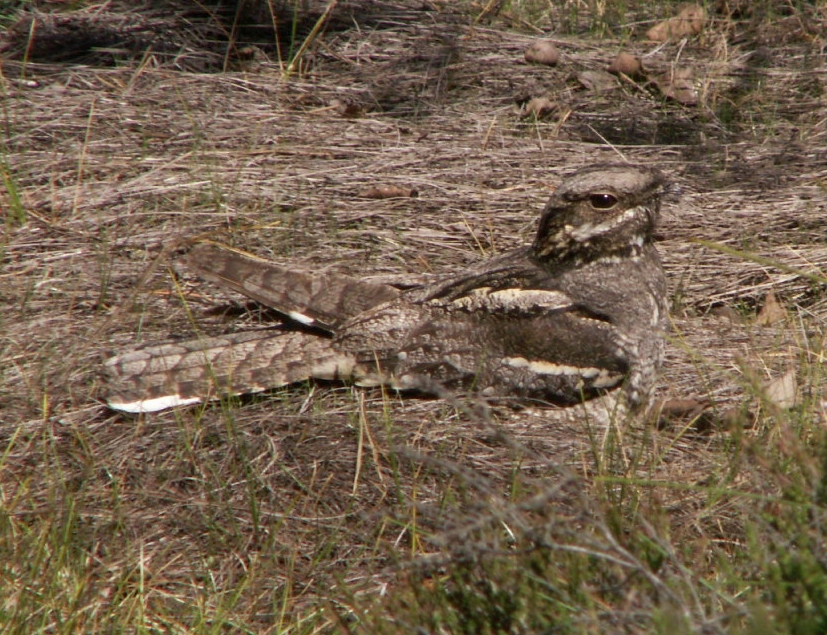
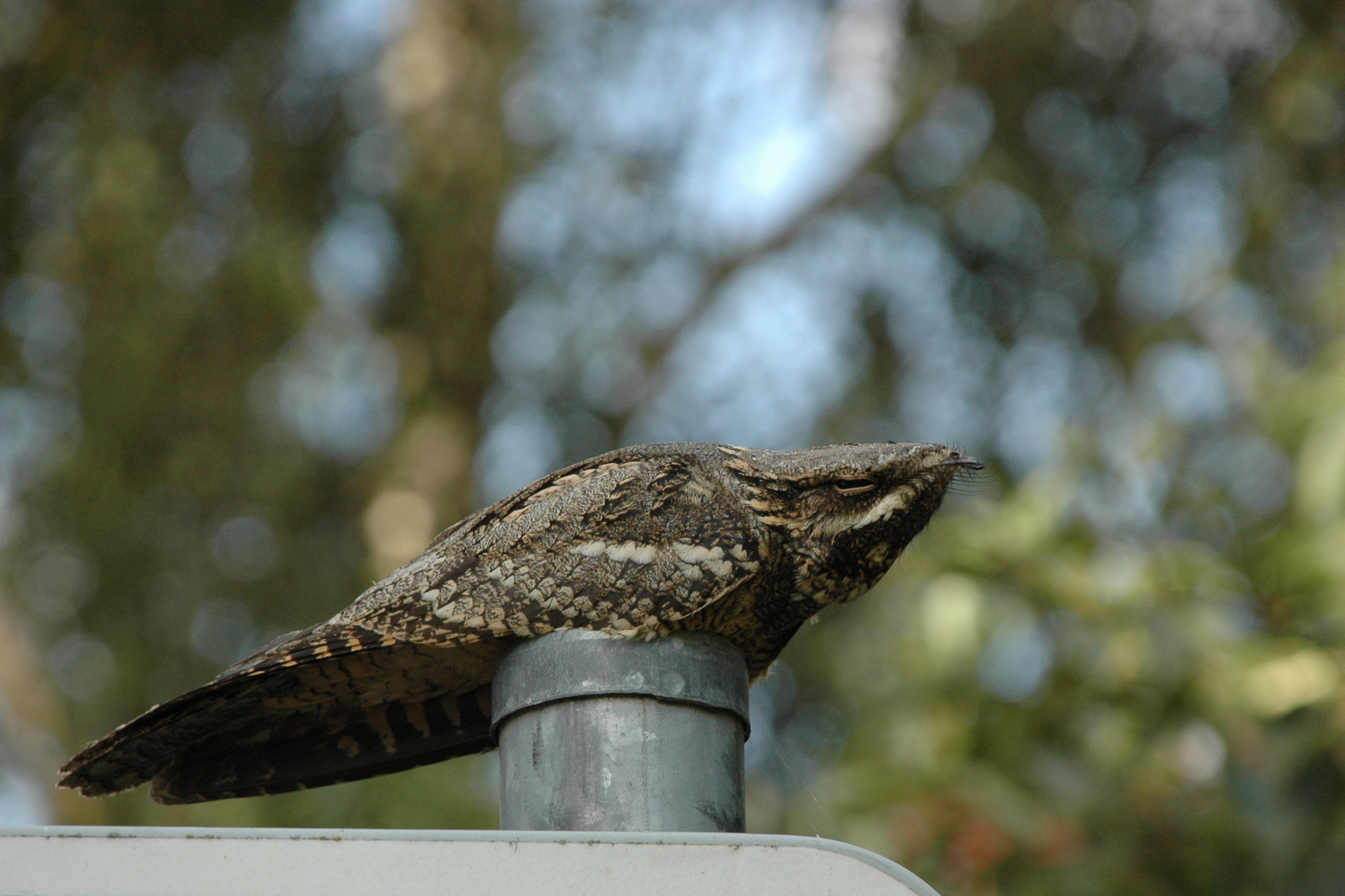
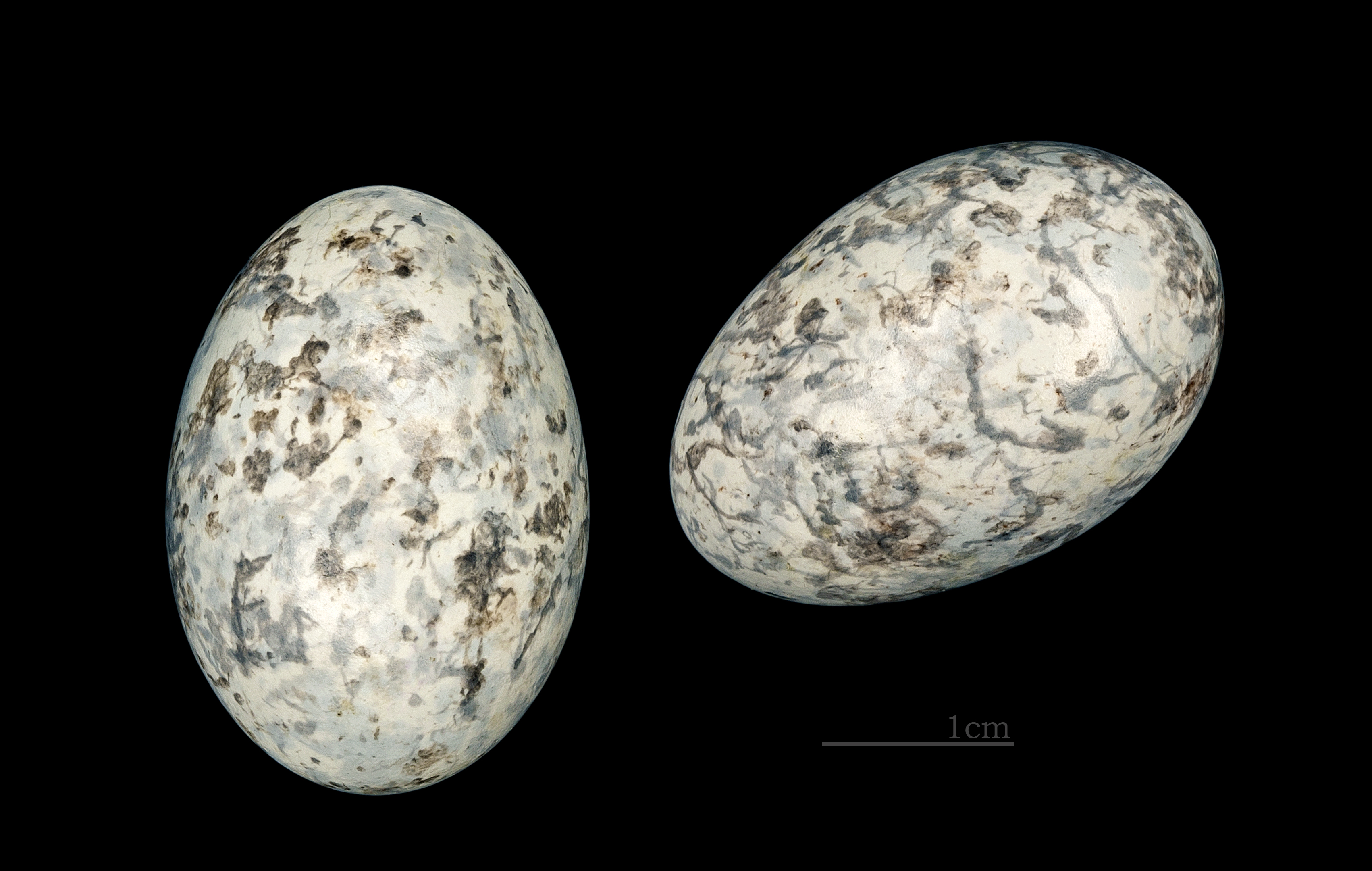